# شاهزاده ماساناری
شاهزاده ماساناری ((به ژاپنی: 雅成親王, Masanari shinnō); ۲۷ اکتبر ۱۲۰۰ – ۲۶ مارس ۱۲۵۵) شاعر در اوایل دوره کاماکورا پسر امپراتور گو-توبا اهل ژاپن بود.